# Metridiochoerus

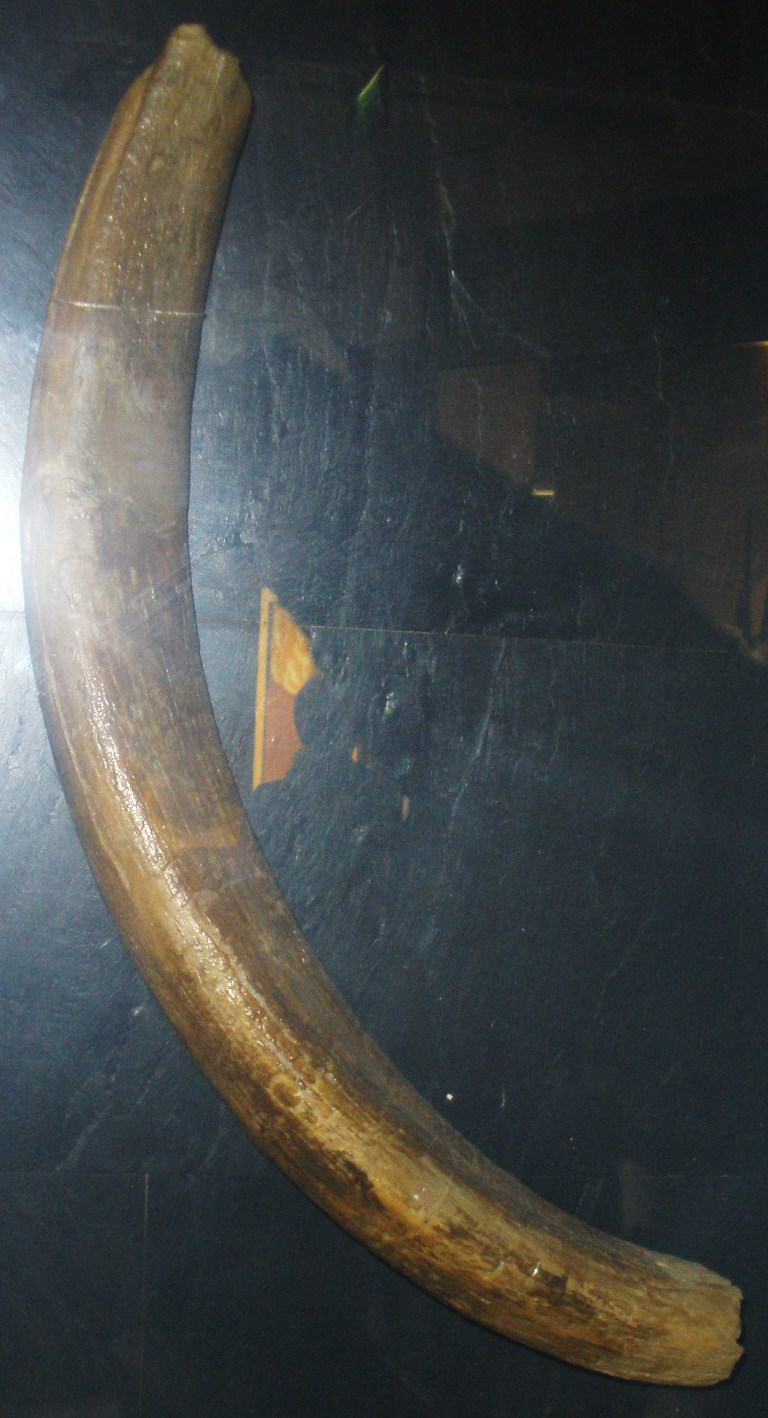
Colmillo de Metridiochoerus compactus

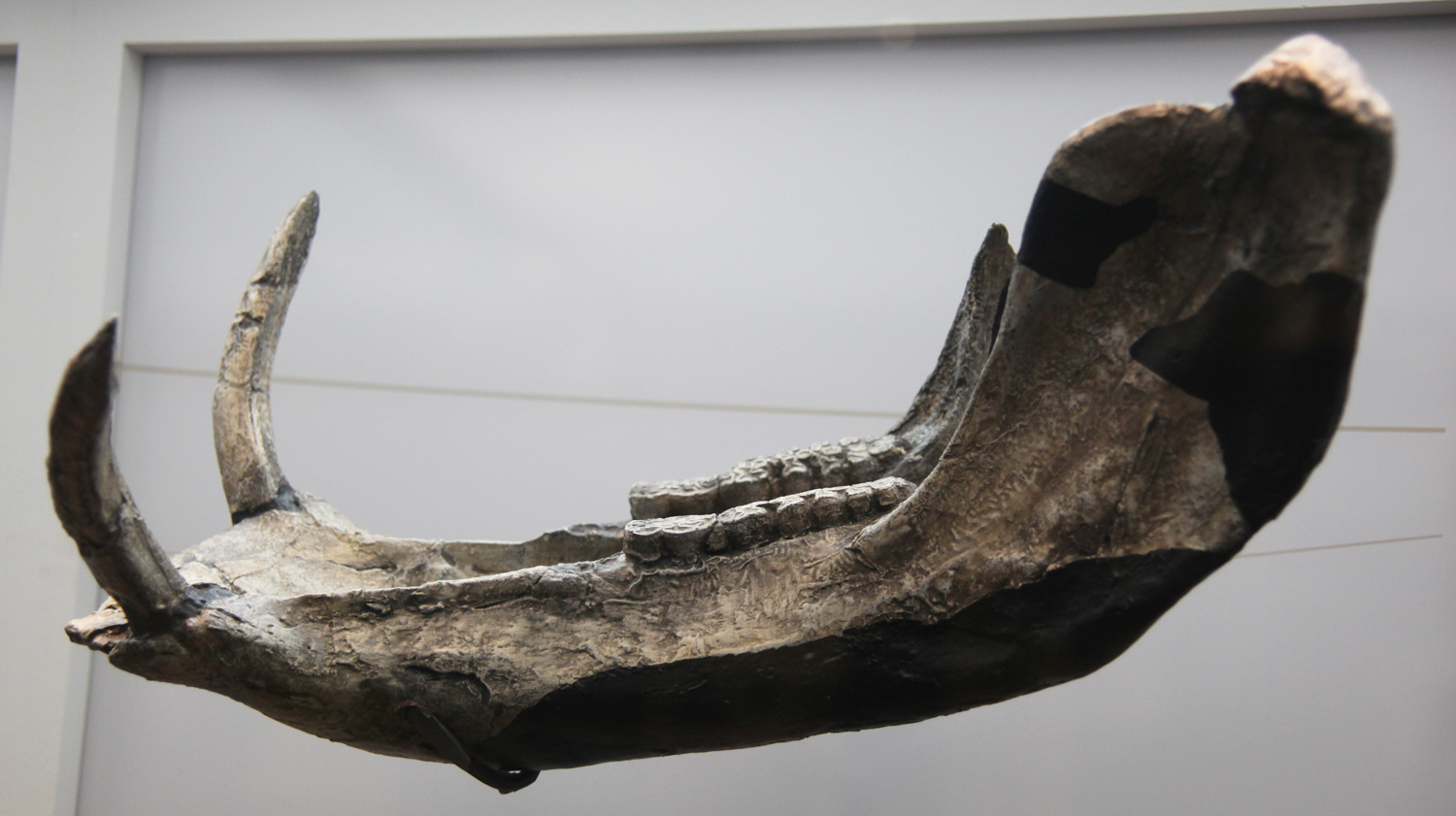
Mandíbula inferior de Metridiochoerus hopwoodi

El Metridiochoerus es un género extinto de cerdo que vivió en África en el Plioceno y el Pleistoceno.
El Metridiochoerus era un animal grande, de 1,50 metros (5 pies) de longitud, con dos pares de colmillos que sobresalían hacia los lados y se curvaban hacia arriba. Por la superficie irregular de sus muelas, se cree que el Metridiochoerus debía de ser omnívoro.